# Castello di Gaasbeek
Il castello di Gaasbeek è un maniero del XVI secolo, costruìto a poca distanza dalla cittadina belga di Mijlenmeers, nelle Fiandre.

## Storia e descrizione

### Il Medioevo
Il castello fu costruito nel XIII secolo da Enrico di Barbante, conte delle Fiandre. Nel 1388, nel castello, fu il luogo di tortura di Everard t'Serclaes,  nemico del conte delle Fiandre. Il povero t'Serclaes morì poco dopo a Bruxelles. Dopo la morte di t'Serclaes, i cittadini di Bruxelles incendiarono e distrussero il castello, uccidendo il conte e la sua famiglia.

### La gloria rinascimentale

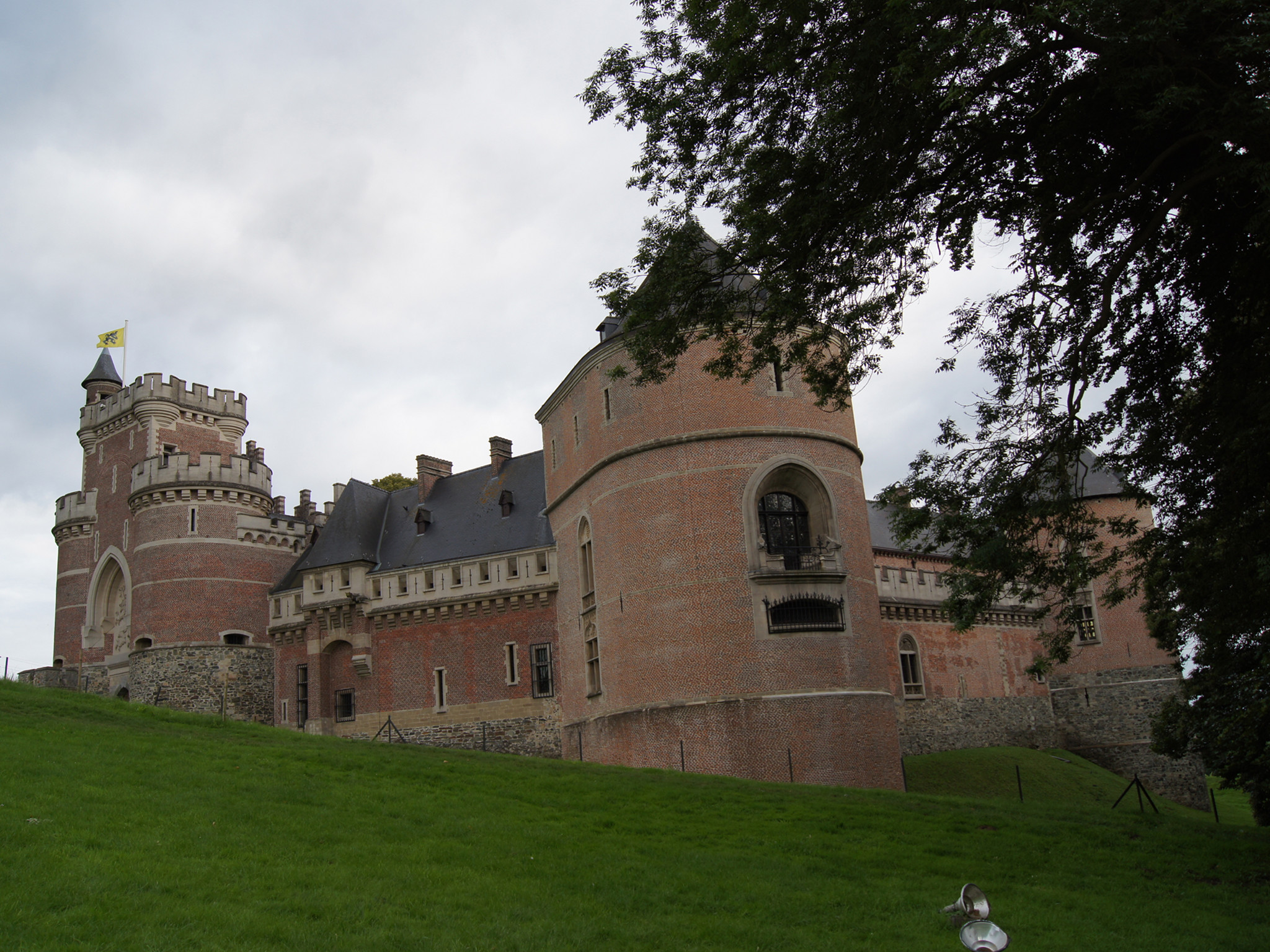
La Oostflus, frutto della ricostruzione rinascimentale

L'edificio fu ricostruito solo nel 1413, quando la ricca famiglia aristocratica degli Horn lo acquistò, ricostruendolo in forme rinascimentali e rendendolo uno degli esempi più significativi del rinascimento fiammingo. Nel Cinquecento, gli Horn, ormai poveri e decaduti, furono costretti a vendere il castello, che fu acquistato da Lamoraal di Egmont, una delle persone più ricche e influenti delle Fiandre. Nel 1569, il castello di Gaasbeek fu nuovamente distrutto da un incendio, ma, questa volta, di origini naturali. Lamoraal lo ricostruì quasi totalmente poco tempo dopo, dandogli un aspetto pienamente rinascimentale. Il parco che oggi circonda il castello fu fatto realizzare, nel Seicento dal duca René de Renesse.

### Dall'Ottocento ai giorni nostri
Agli inizi del XIX secolo, il castello fu acquistato dalla famiglia italiana Arconati Visconti, che lo restaurò seguendo sì il gusto del tempo, ma rispettando lo stile originale di Gaasbeek. Nel 1921, il castello fu donato allo Stato belga ed oggi è aperto al pubblico.

## IlGaasbeekmuzeum

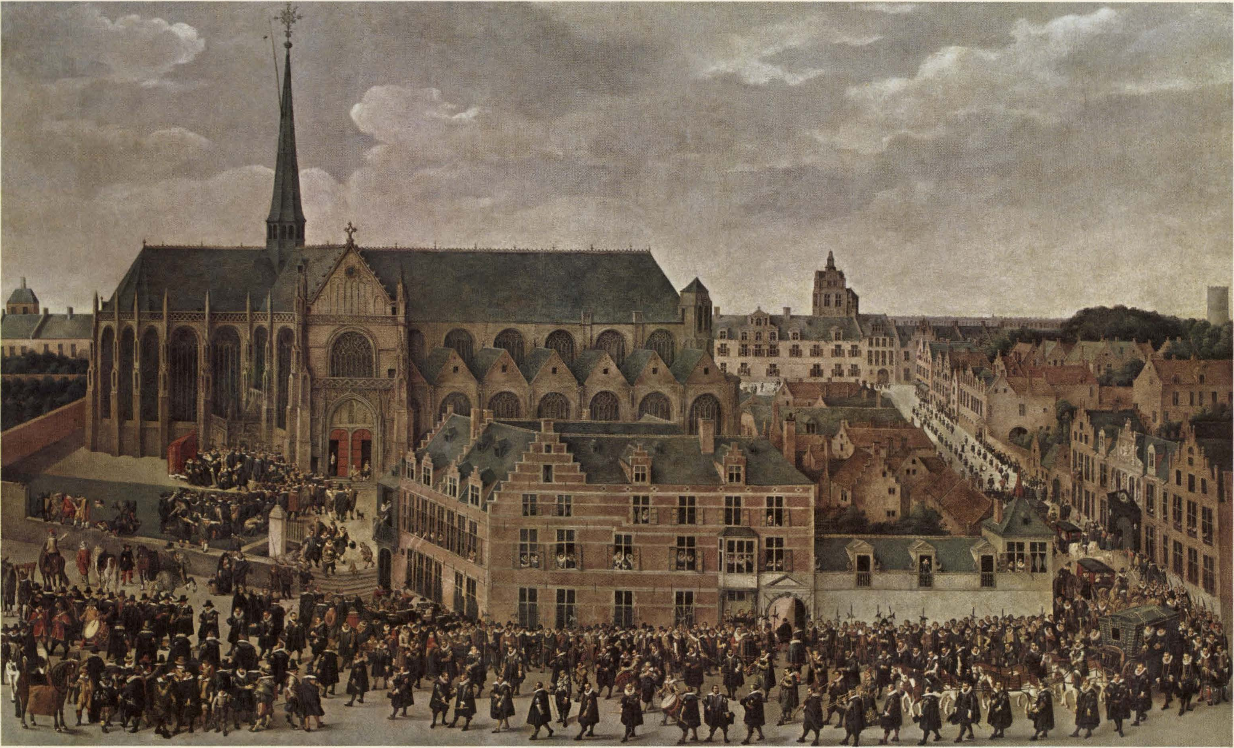
Uno degli affreschi della Hal van Wandtapijten

Nel castello di Gaasbeek ha sede il Glaasbeekmuzeum (museo di Glaasbeek), una collezione di dipinti, mobili e oggetti di uso quotidiano appartenuti ai proprietari del castello. Nella prima sala, la Hal van Wandtapijten (sala degli Arazzi) sono esposti numerosissimi arazzi del XVI secolo prodotti a Tournai e una collezione di porcellane. Salendo per la Spiraalwan, la scala a chiocciola, si giunge alla Rubenskamer, un salone barocco ove sono esposti numerosi effetti personali e alcuni quadri del pittore olandese Peter Paul Rubens. L'ultima sala, la Wapenzaal (sala delle Armi), contiene armi e armature cinquecentesche.

## Galleria d'immagini

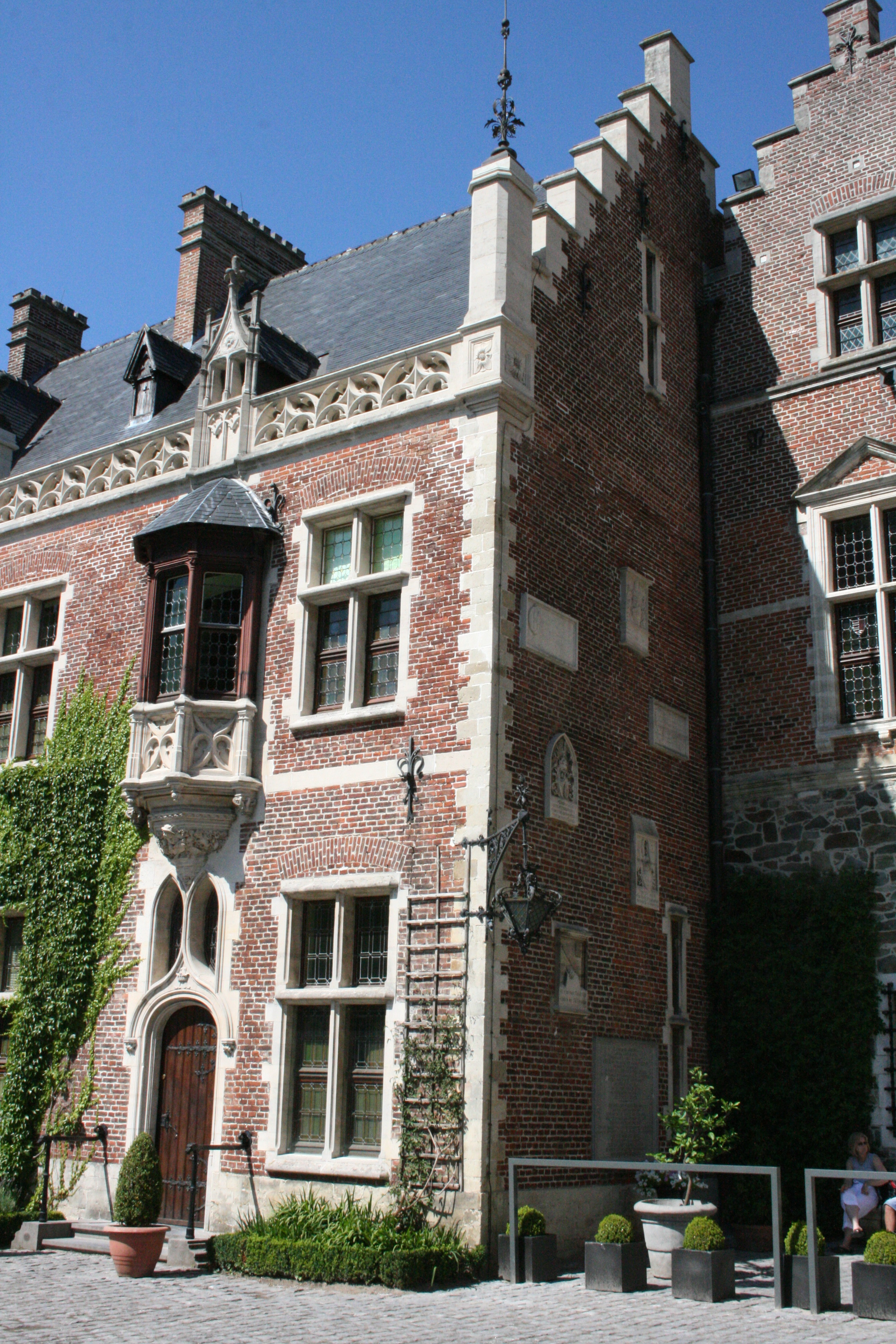
Uno scorcio del castello
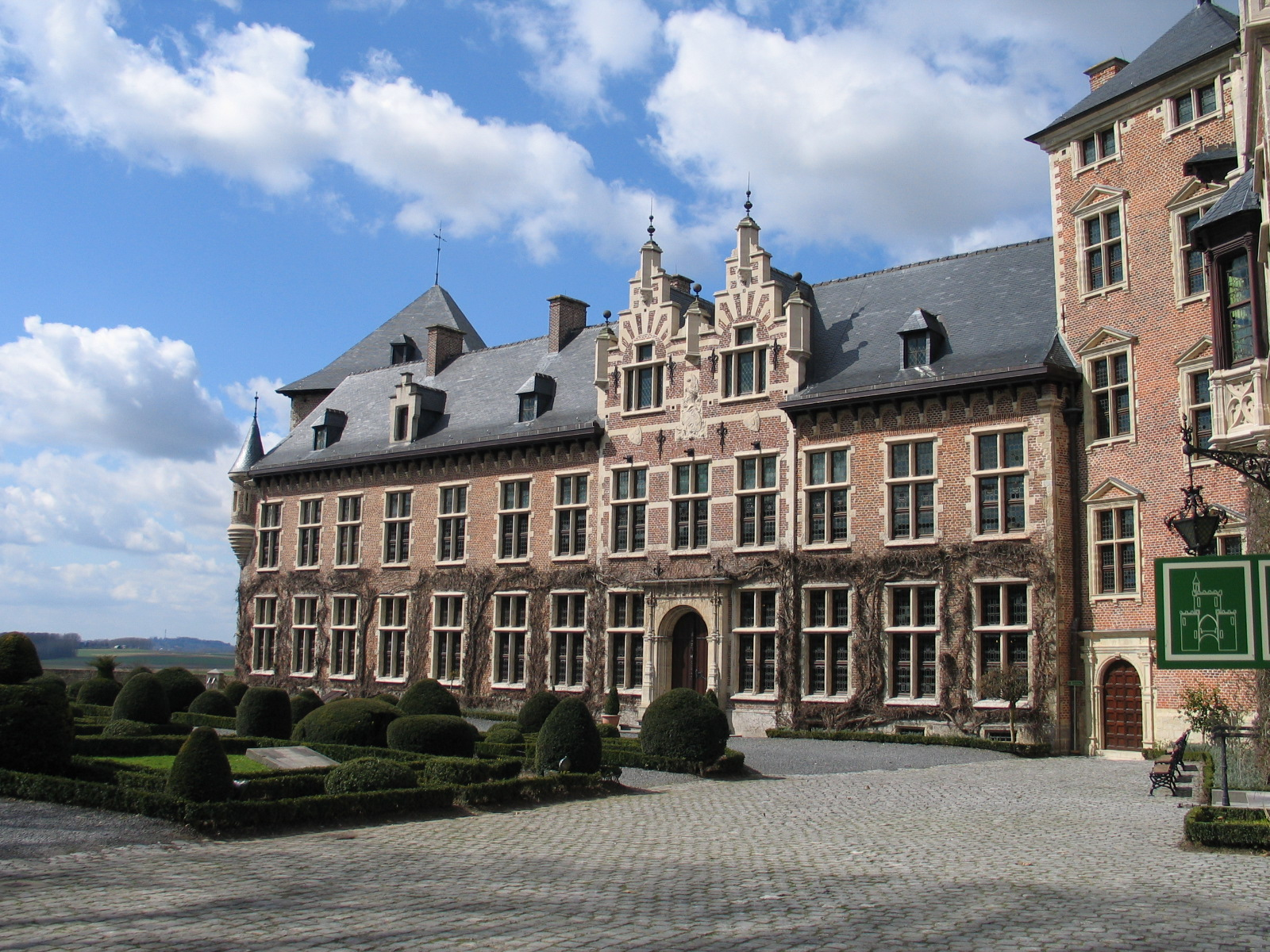
Il cortile interno
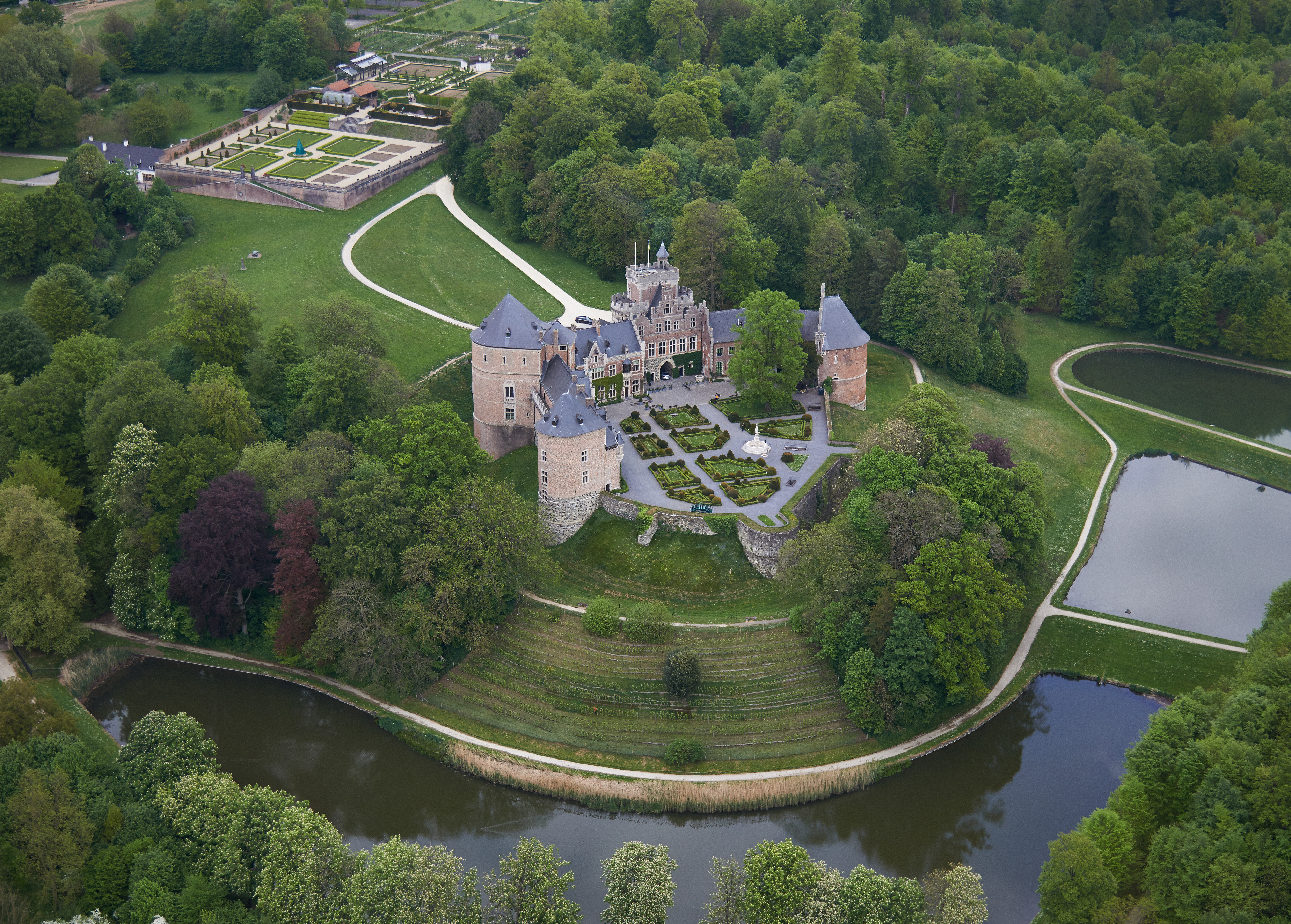
Veduta aerea del castello e del suo parco
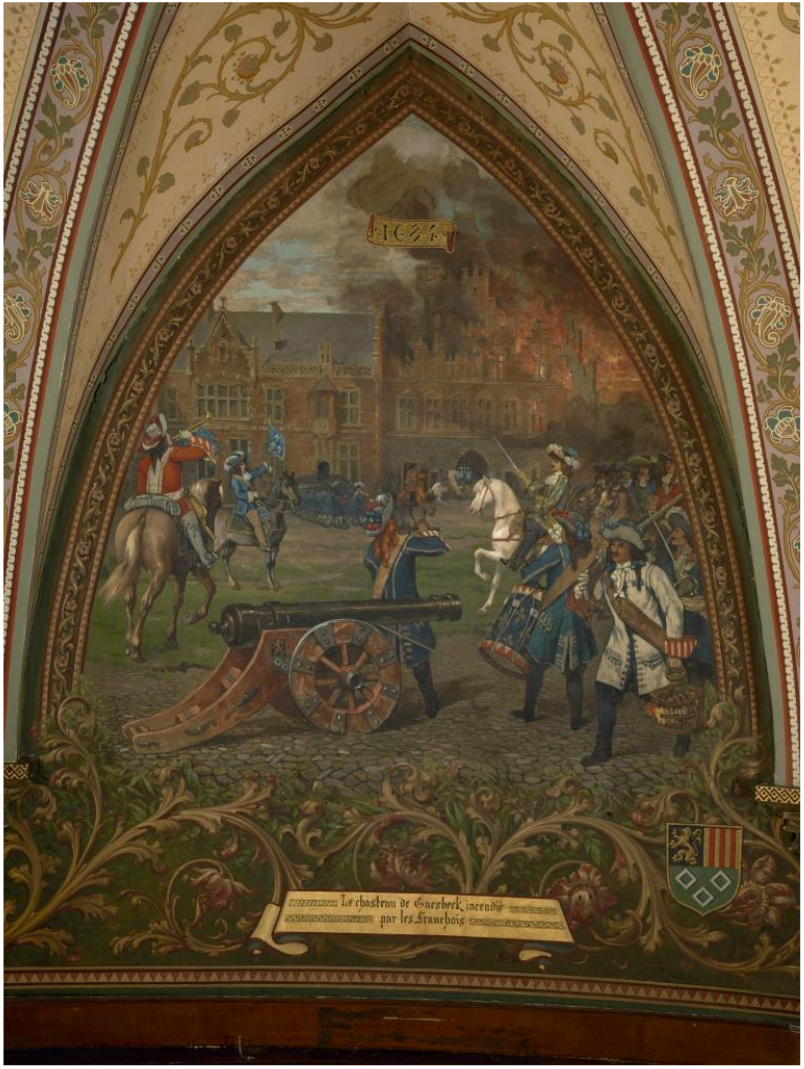
Un affresco nell'interno del castello
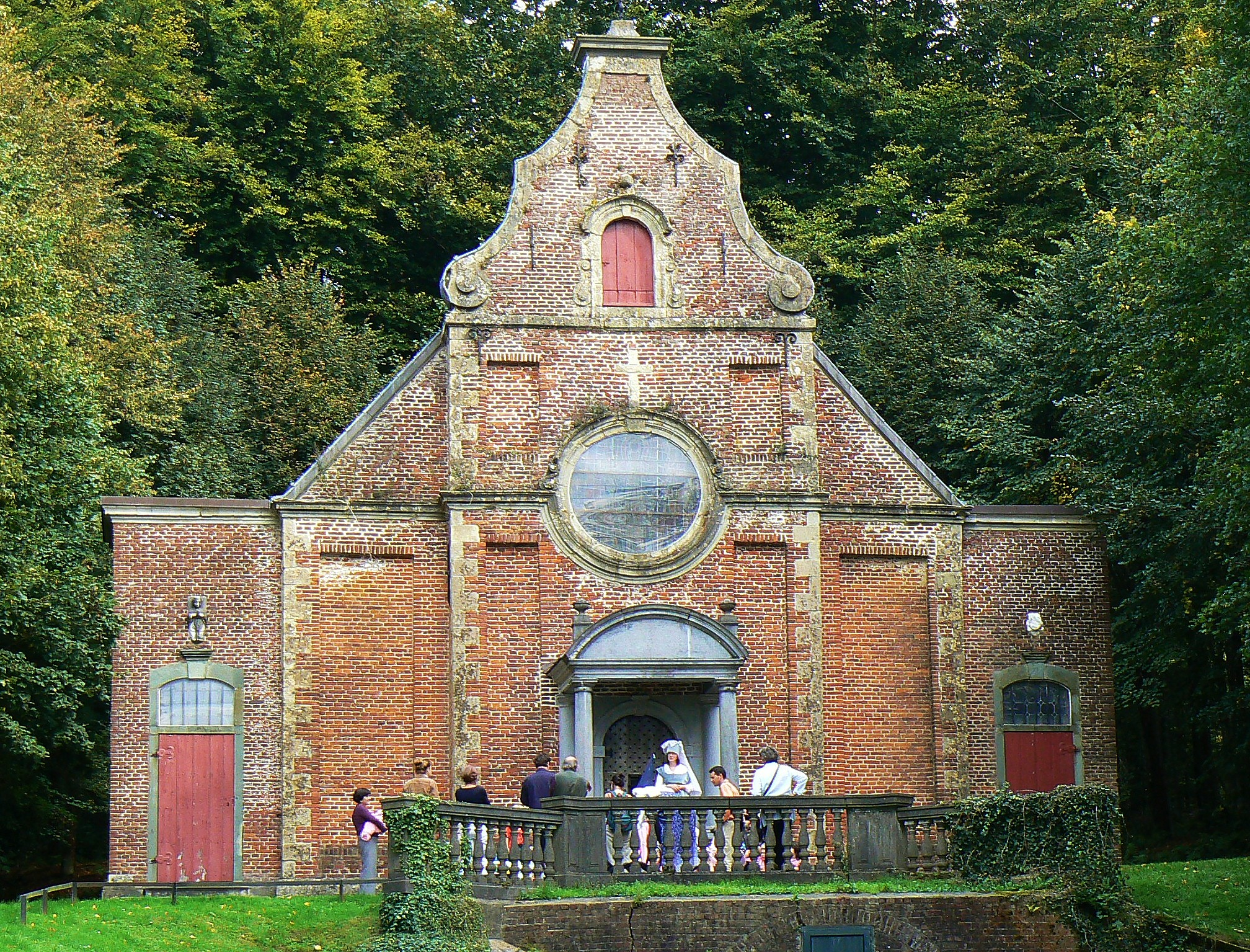
La cappella di Santa Geltrude
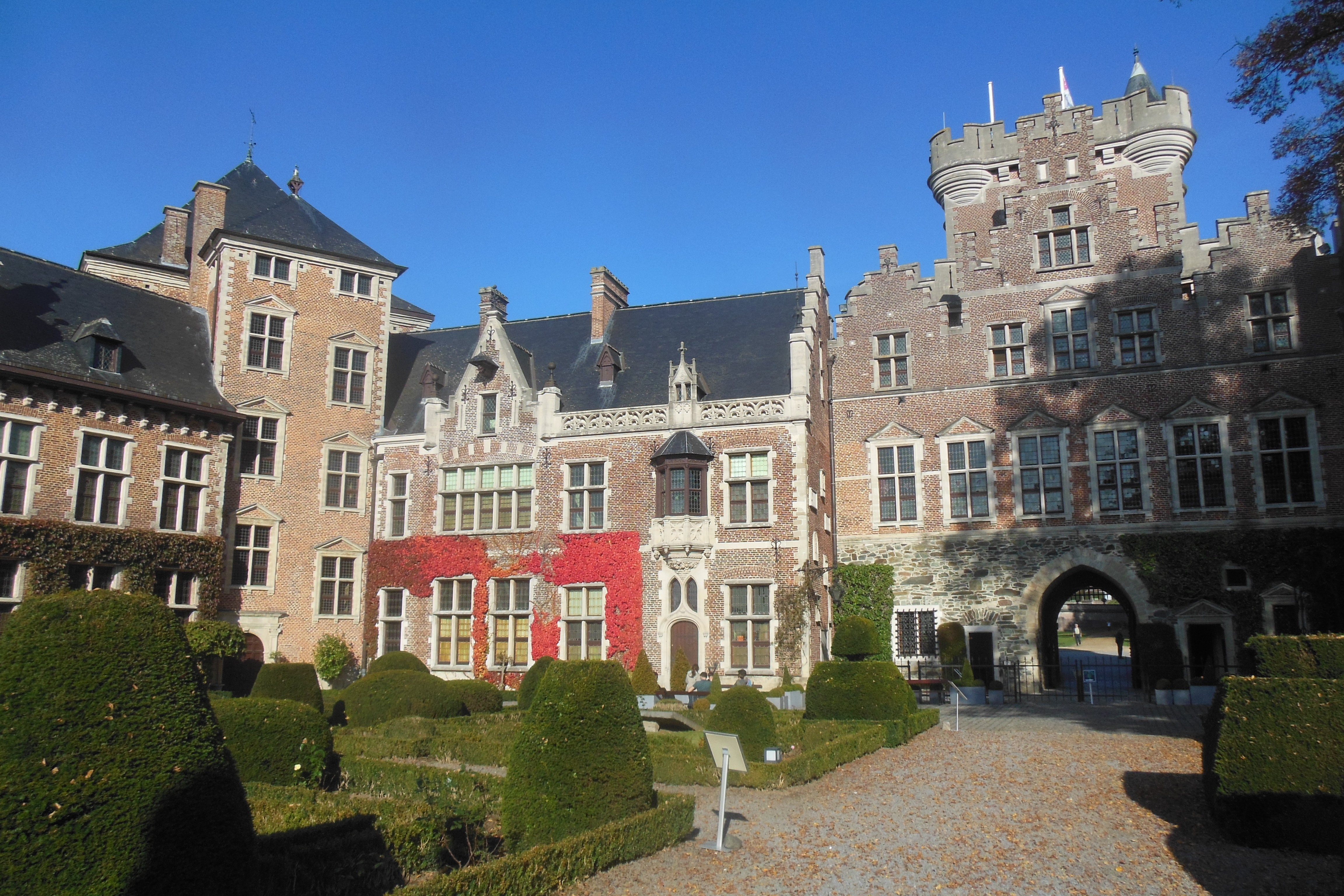
Il castello seicentesco